# بویوک خینیس‌لی
بویوک خینیس‌لی (به لاتین: Böyük Xınıslı) یک منطقه مسکونی در جمهوری آذربایجان است که در شهرستان شماخی واقع شده است. بویوک خینیس‌لی ۴۴۸ نفر جمعیت دارد.